# Ангел для сестры
«Ангел для сестры» (более точный перевод названия — «Сторож сестре моей»; англ. My Sister’s Keeper) — роман американской писательницы  Джоди Пиколт, опубликованный в 2004 году. Произведение рассказывает о 13-летней девочке Анне, подавшей в суд на своих родителей, чтобы получить медицинскую эмансипацию.

## История создания
Впервые идея романа появилась у Пиколт во время написания её предыдущего произведения «Взглянуть второй раз», посвящённого американскому евгеническому проекту 1930-х годов. Она услышала о супружеской паре из США, родившей сына для того, чтобы пересадить старшему ребёнку — девочке, страдающей тяжёлой формой лейкемии — клетки пуповинной крови брата.
В своём интервью на официальном сайте Пиколт говорит, что написала роман под впечатлением от этой истории. Она задавалась вопросом, что чувствовал ребёнок, рождённый для спасения родственника. Другой проблемой, затронутой в книге, стала этическая сторона изучения и использования в медицинских целях стволовых клеток человека.

## Сюжет
Действие романа происходит в вымышленном городе штата Род-Айленд в 2004 году. Анна Фитцджеральд была рождена специально для того, чтобы стать донором для своей старшей сестры Кейт, страдающей лейкемией. Анна перенесла уже множество операций, но когда ей исполняется тринадцать лет, Кейт становится необходима донорская почка. Операция может серьёзно сказаться на здоровье Анны в дальнейшем, при этом не принеся пользы Кейт, и Анна подаёт в суд, чтобы получить медицинскую эмансипацию.
Интересы девочки на процессе защищает адвокат Кэмпбелл Александер. Её мать, Сара, в прошлом работавшая адвокатом, решает сама представлять себя и своего мужа. Она несколько раз просит Анну отказаться от иска, но та не соглашается. Вскоре девочка переезжает на пожарную станцию, где работает её отец Брайан. Это делается по совету временного опекуна Анны Джулии Романо. Тем временем брат Анны и Кейт Джесси, лишённый внимания со стороны родителей, проводит основную часть времени за изготовлением домашней взрывчатки и употреблением наркотиков.
В ходе процесса выясняется, что это Кейт попросила младшую сестру подать в суд, так как больше не хотела доставлять ей страдания и считала, что умрёт в любом случае. Судья выносит решение в пользу Анны. Однако, когда она вместе с Александером едет домой, их автомобиль врезается в грузовик. В больнице врачи говорят Саре и Брайану, что мозг их дочери погиб и у неё нет надежды на выздоровление. Тогда Александер даёт согласие на пересадку почки.
Проходит шесть лет. Кейт всё ещё находится в периоде ремиссии и даёт уроки танцев. Она говорит, что, каждый раз видя сестёр, вспоминает Анну.

## Критика
Литературный рецензент The Washington Post Кэтрин Эрайи (англ. Katherine Arie) написала, что некоторые моменты книги, такие как поведение Джесси и Брайана, неубедительны, но в целом назвала роман «захватывающим чтением» (англ. a thrill to read).
В рецензии газеты Publishers Weekly книга была оценена в целом положительно — по мнению критика, «Пиколт умело исследует сложную тему с отвагой и ясностью» (англ. Picoult ably explores a complex subject with bravado and clarity).
Критик Кристина Хантли (англ. Kristine Huntley) — рецензент газеты Booklist, выпускаемой Американской библиотечной ассоциацией — охарактеризовала роман как «красивую, душераздирающую, спорную и честную книгу» (англ. a beautiful, heartbreaking, controversial, and honest book).

## Экранизация
В 2009 году в США вышел фильм «Мой ангел-хранитель», срежиссированный Ником Кассаветисом. Роль Анны исполнила Эбигейл Бреслин, Сары — Камерон Диас, Кейт — Софья Васильева, Кэмпбелла — Алек Болдуин.
В картине был изменён финал (Анна выиграла дело и выжила, Кейт же умерла), что вызвало разочарование многих поклонников творчества Пиколт. Сама писательница сказала, что предпочла бы, чтобы в фильме оставили оригинальное окончание.

## Перевод
В 2011 году издательством «Книжный клуб «Клуб семейного досуга» был выпущен русский перевод романа (переводчик — Ольга Бершадская).